# WebRTC

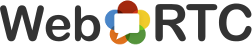
Logotipo da WebRTC

WebRTC é uma API em desenvolvimento elaborada pela World Wide Web Consortium (W3C) para permitir aos navegadores executar aplicações de chamada telefônica, video chat e compartilhamento P2P sem a necessidade de plugins.

## História
O projeto de código aberto conhecido como WebRTC, baseado na comunicação em tempo real, foi realizado  pelo Google em maio de 2011. Este tem sido seguido por trabalhos em curso para padronizar os protocolos relevantes na IETF e as APIs para os navegadores na W3C.
O projeto WebRTC da W3C não está completo. Está sujeito a grandes mudanças e experimentos iniciais são incentivados. A API baseada no trabalho preliminar realizado no WHATWG. O "The Web Real-Time Communications Working Group" espera que estas especificações possam evoluir significativamente com base em:
- Os resultados do intercâmbio em curso no grupo RTCWEB no IETF[6] para definir o conjunto de protocolos que, juntamente com este documento, permitirá comunicação em tempo real entre navegadores da internet.
- Questões de privacidade que surjam ao expor as capacidades e fluxos locais.
- Discussões técnicas dentro do grupo, na implementação de canais de dados particulares.[7]
- Adquirir experiência com testes iniciais.
- Receber opiniões de outros grupos e indivíduos.

## Navegadores suportados
- Google Chrome:[8] integrou o WebRTC em seu canal de desenvolvimento em janeiro de 2012, e na versão estável em 20 de junho de 2012.
- Mozilla Firefox:[9] a Mozilla implementou o suporte a API nas versões Aurora e Nightly de seu navegador, a versão estável do navegador já possui suporte.
- Opera: implementou a API na versão estável.
- Maxthon Cloud Browser: Maxthon Cloud Browser 4.0.1.1000_Preview a API é suportada a partir desta versão.